# Мургаш (Уб)
Мургаш је насеље у Србији у општини Уб у Колубарском округу. Према попису из 2022. било је 527 становника.
Овде се налази Ђидина кафана у Мургашу.

## Демографија
У насељу Мургаш живи 445 пунолетних становника, а просечна старост становништва износи 41,0 година (41,5 код мушкараца и 40,5 код жена). У насељу има 158 домаћинстава, а просечан број чланова по домаћинству је 3,54.
Ово насеље је великим делом насељено Србима (према попису из 2002. године), а у последња три пописа, примећен је пад у броју становника.
|  |

| Демографија | Демографија | Демографија |
| Година      | Становника  | Становника  |
| ----------- | ----------- | ----------- |
| 1948.       | 590         |             |
| 1953.       | 571         |             |
| 1961.       | 571         |             |
| 1971.       | 580         |             |
| 1981.       | 574         |             |
| 1991.       | 565         | 564         |
| 2002.       | 559         | 563         |

| Етнички састав према попису из 2002.‍ | Етнички састав према попису из 2002.‍ | Етнички састав према попису из 2002.‍ | Етнички састав према попису из 2002.‍ | Етнички састав према попису из 2002.‍ |
| ------------------------------------ | ------------------------------------ | ------------------------------------ | ------------------------------------ | ------------------------------------ |
|                                      |                                      |                                      |                                      |                                      |
| Срби                                 | Срби                                 |                                      | 548                                  | 98,03%                               |
| Црногорци                            | Црногорци                            |                                      | 4                                    | 0,71%                                |
| Бугари                               | Бугари                               |                                      | 1                                    | 0,17%                                |
| непознато                            | непознато                            |                                      | 6                                    | 1,07%                                |

| Година пописа     | 1948. | 1953. | 1961. | 1971. | 1981. | 1991. | 2002. |
| ----------------- | ----- | ----- | ----- | ----- | ----- | ----- | ----- |
| Број домаћинстава | 96    | 109   | 119   | 135   | 147   | 157   | 158   |

| Број чланова      | 1  | 2  | 3  | 4  | 5  | 6  | 7 | 8 | 9 | 10 и више | Просек |
| ----------------- | -- | -- | -- | -- | -- | -- | - | - | - | --------- | ------ |
| Број домаћинстава | 24 | 36 | 15 | 33 | 26 | 17 | 2 | 5 | 0 | 0         | 3,54   |

| Пол    | Укупно | Неожењен/Неудата | Ожењен/Удата | Удовац/Удовица | Разведен/Разведена | Непознато |
| ------ | ------ | ---------------- | ------------ | -------------- | ------------------ | --------- |
| Мушки  | 226    | 59               | 148          | 16             | 3                  | 0         |
| Женски | 252    | 60               | 148          | 39             | 4                  | 1         |
| УКУПНО | 478    | 119              | 296          | 55             | 7                  | 1         |

| Пол    | Укупно                    | Пољопривреда, лов и шумарство | Рибарство                            | Вађење руде и камена | Прерађивачка индустрија       |
| ------ | ------------------------- | ----------------------------- | ------------------------------------ | -------------------- | ----------------------------- |
| Мушки  | 127                       | 43                            | 0                                    | 12                   | 25                            |
| Женски | 79                        | 29                            | 0                                    | 1                    | 17                            |
| УКУПНО | 206                       | 72                            | 0                                    | 13                   | 42                            |
| Пол    | Производња и снабдевање   | Грађевинарство                | Трговина                             | Хотели и ресторани   | Саобраћај, складиштење и везе |
| Мушки  | 2                         | 20                            | 9                                    | 0                    | 4                             |
| Женски | 0                         | 1                             | 11                                   | 6                    | 2                             |
| УКУПНО | 2                         | 21                            | 20                                   | 6                    | 6                             |
| Пол    | Финансијско посредовање   | Некретнине                    | Државна управа и одбрана             | Образовање           | Здравствени и социјални рад   |
| Мушки  | 0                         | 4                             | 1                                    | 3                    | 1                             |
| Женски | 0                         | 1                             | 3                                    | 4                    | 1                             |
| УКУПНО | 0                         | 5                             | 4                                    | 7                    | 2                             |
| Пол    | Остале услужне активности | Приватна домаћинства          | Екстериторијалне организације и тела | Непознато            | Непознато                     |
| Мушки  | 1                         | 0                             | 0                                    | 2                    | 2                             |
| Женски | 1                         | 0                             | 0                                    | 2                    | 2                             |
| УКУПНО | 2                         | 0                             | 0                                    | 4                    | 4                             |